# Carta coreana
Hanji (한지?, 韓紙?, da Han, "Corea", e ji, "carta") è la carta tradizionale coreana fatta a mano. Questo termine fu coniato solo dopo che in Corea venne introdotta la carta occidentale, chiamata Yangji (양지?, dove per l'appunto Yang vuol dire "occidente" e ji "carta"), per distinguere la carta fatta a mano da quella prodotta a macchina. Il termine Hanji viene usato anche per descrivere l'arte di creare oggetti con la carta.
L'Hanji viene realizzata in fogli laminati con il metodo Webal (una tecnica di formazione dei fogli), che consente una grana multidirezionale. Il processo di lavorazione richiede anche il metodo Dochim, che consiste nel battere i fogli finiti per compattare le fibre e ridurre la dispersione dell'inchiostro.

## Caratteristiche
L'Hanji viene prodotta con la corteccia di alberi di gelso, che viene ridotta in poltiglia con un pestello in un grande mortaio. Ha un pH neutro e non contiene riempitivi o additivi. Le fibre della corteccia del gelso sono lunghe, flessibili e resistenti ad agenti atmosferici e umidità. Il materiale usato per l'incollatura non è chimico, ma è ottenuto dalla linfa di gelso e in questo modo la carta mantiene il suo colore e la sua forma per secoli. È uno dei prodotti più antichi e durevoli della Corea, risalenti al periodo dei Tre Regni. Il Sutra del Dharani della Grande Compassione (무구정광대다라니경?, 無垢淨光大陀羅尼經?, Mugujŏnggwang TaedaranigyŏngMR) fu scritto su carta Hanji ed è rimasto intatto per circa 1.200 anni, facendone la stampa a blocchi di legno più antica al mondo.
La tradizione dell'Hanji ebbe inizio principalmente per necessità da parte delle famiglie coreane che, avendo bisogno di oggetti di uso quotidiani spesso introvabili per motivi economici, incominciarono a realizzare gli oggetti con i materiali disponibili. Scoprirono, così, che questo tipo di carta era facilmente modellabile quando veniva bagnata. In epoca moderna, causa degli alti costi di produzione, l'Hanji viene prodotta con pasta importata dal Sud-est Asiatico anziché con corteccia di gelso.

## Processo
Hanjijang è il termine che identifica un artigiano esperto nella produzione della carta Hanji. Lavorare questa carta richiede grande abilità e precisione e una vasta esperienza. Il processo di produzione comprende tre fasi: preparazione del materiale, uso del telaio per filtrare i materiali, e rifinitura.
L'Hanji è prodotta dalla corteccia di alberi di gelso (dak) dei generi Broussonetia Kazinoki e Broussonetia papyrifera. La corteccia viene raccolta di solito tra novembre e febbraio prima che la fibra si irrigidisca. La qualità migliore si chiama Cham Dak che si traduce in "vera carta di gelso". La corteccia viene fatta essiccare al sole. Il dak essiccato viene chiamato heukpi (흑피?, 黑皮?). Questo viene messo in acqua e lasciato in ammollo per un giorno intero, poi spellato con un coltello fino a rimuovere lo strato nero e far emergere quello più chiaro, chiamato baekpi (백피?, 白皮?), che viene fatto bollire in una soluzione alcalina, fatta con diversi materiali quali gambi di soia bruciati o grano saraceno, per 5 ore. Il baekpi viene poi lavato, messo su una superficie di pietra e battuto per un'ora. Questo viene poi rivestito con il dakpul e la miscela viene mescolata con un bastone. Il dakpul è un coadiuvante naturale che viene estratto dalle radici di una pianta di ibisco chiamata Hwang Chok Kyu (Abelmoschus manihot) che si raccoglie da maggio a giugno. Le radici di Hwang Chok Kyu vengono pulite e pestate fino a quando non si aprono incrinate, poi immerse in acqua fredda per 2-3 ore per rilasciare il dakpul, costituito è costituito da acqua, ossido di calcio, zucchero, amido, arabinosio, ramnosio, acido galattouronico, galattosio, lignina e proteine. La temperatura è fondamentale per mantenere la giusta viscosità. Questa soluzione mantiene le fibre dak sospese nella vasca e impedisce alle fibre lunghe di aggrovigliarsi. Il dakpul consente alle fibre di fluire liberamente e uniformemente attraverso il vaglio durante il processo di formazione e aiuta a separare i fogli bagnati dalla pila in un secondo momento.
La miscela viene poi modellata in fogli, su un'intelaiatura di legno viene posta una stuoia di bambù e poi questa viene immersa nel materiale, muovendola a sinistra e a destra, e poi avanti e dietro. Dopo ogni passaggio attraverso il materiale, si permette all'acqua di fluire dai bordi della stuoia. Questo processo lascia un foglio sottile, ma leggermente più spesso a una delle estremità. Viene, perciò, posto sulla catasta di carta già preparata in una direzione, e un foglio successivo viene preparato e posto nella direzione opposta, creando un pezzo di carta composto da due strati che ha lo stesso spessore per tutta la superficie. Infine, i fogli vengono fatti asciugare.
Produrre la carta richiede 99 processi, per questo il processo finale è stato chiamato baekji (백지), che vuole dire "cento fogli”.

## Uso
L'Hanji veniva utilizzata per coprire le finestre come carta da parati e, una volta trattata, veniva utilizzata sui pavimenti. È un buon isolante, difatti i coreani ricoprivano le porte di legno con l'Hanji in estate perché manteneva la casa fresca e d'inverno perché riscaldava l'ambiente. Viene utilizzata ancor oggi nelle case tradizionali coreane. Le persone di alta classe sociale, chiamate Yangban, registrarono molti documenti su carta Hanji. Questo è uno dei motivi principali per cui i documenti antichi della Corea sono ben conservati. Con l'Hanji furono prodotte anche le armature, Jigap.
I coreani realizzavano piccoli e grandi mobili in cartone o legno che poi rivestivano di carta Hanji e decoravano con simboli importanti per la cultura coreana. Venivano realizzate anche ciotole, scatole e cassettiere e molto più tardi, quando fu introdotta l'elettricità, lanterne. Nell'antichità, i coreani utilizzavano delle corde con nodi in Hanji per festeggiare la nascita di un bambino e onorare i defunti dando loro questa carta come valuta per pagare nell'aldilà.
In epoca moderna l'Hanji viene usata dagli stilisti coreani per creare abiti sostenibili e nel design. Molti artigiani si prestano a insegnare e diffondere la lavorazione della carta Hanji, per far sì che questa tradizione non vada perduta. Grazie alla sua durata e flessibilità, l'Istituto centrale per la patologia degli archivi e del libro (ICPAL) ha scelto la carta Hanji per restaurare gli appunti di Leonardo Da Vinci e il libro di preghiere di San Francesco.

## UNESCO
Per mantenere viva l'arte dell'Hanji e trasmetterla alla generazione successiva, l'Amministrazione per l'eredità culturale ha dichiarato l'Hanji Patrimonio Culturale Immateriale Intangibile.